# Communauté de communes Ségala-Carmausin
Die Communauté de communes Ségala-Carmausin ist ein ehemaliger Gemeindeverband (Communauté de communes) im südfranzösischen Département Tarn in der Region Midi-Pyrénées. Er war nach seiner Lage zwischen der Landschaft Ségala im nördlich angrenzenden Département Aveyron und der Stadt Carmaux im Süden benannt. Diese war Verwaltungssitz des Gemeindeverbandes, obwohl sie nicht Mitgliedsgemeinde ist.
2014 fusionierte der Gemeindeverband mit der Communauté de communes du Carmausin zur neuen Communauté de communes  Carmausin-Ségala.

## Ehemalige Mitgliedsgemeinden
| - Almayrac - Cagnac-les-Mines - Combefa - Crespin - Le Garric - Jouqueviel - Labastide-Gabausse - Laparrouquial - Mailhoc - Mirandol-Bourgnounac | - Monestiés - Montauriol - Montirat - Moularès - Pampelonne - Rosières - Saint-Christophe - Sainte-Croix - Sainte-Gemme | - Saint-Jean-de-Marcel - Salles - Le Ségur - Taïx - Tanus - Tréban - Trévien - Valderiès - Virac |

Somit gehörten dem Gemeindeverband alle Gemeinden der Kantone Pampelonne und Monestiés, je drei Gemeinden der Kantone Albi-Nord-Ouest und Valderiès, zwei Gemeinden des Kantons Carmaux-Sud sowie je eine Gemeinde der Kantone Albi-Nord-Est und Carmaux-Nord an.

## Aufgaben
Zu den Aufgaben des Gemeindeverbandes zählte neben der Förderung der wirtschaftlichen Entwicklung und der Raumplanung auch der Umweltschutz und die Instandhaltung der lokalen Straßen.